# Будберги
Будберги — дворянский и баронский род, происходящий от Теодорика Будберга, жившего в 1136 г. в Вестфалии, откуда Будберги в XIII в. переселились в Ливонию, Курляндию и Швецию. Обер-лейтенант и ландрат лифляндский, Леонард-Густав Будберг, в 1693 г. был пожалован Карлом XI в баронское достоинство. В числе первых офицеров русской службы были: Карл-Людвиг Будберг (1775—1829) и Теодор-Отто Будберг (1779—1840), женившийся на дочери Андрея Яковлевича Будберга (1750—1812).
По владетельному дому в Вестфалии Беннингаузен (или Беннингхаузен) некоторые из Будбергов прозываются Беннингаузен-Будберги (нем. Budberg und Baron Bönninghausen genannt Budberg). Первоначально, в 1620 году, род Будбергов, записанный в матрикул курляндского дворянства, потом, по владению имением, был внесён и в родословные книги губерний Московской, Новгородской и Тульской.
Роду Будбергов принадлежал целый ряд имений в Прибалтике, в их числе: мыза Харк (с 1755 по 1836), имение Сейра (с 1851 по 1919), Турайда (Турайдский замок), Гарсене (до 1920).

## Известные представители
- барон Будберг, Вольдемар Дитрих фон (1740—1784)
  - барон Otto Christoph von Budberg (1771—1857)

- барон Будберг, Андрей Яковлевич (1750—1812). Его дочь Елена вышла замуж за барона Фёдора Васильевича Будберга.
- барон Будберг, Иван Яковлевич (1753—1798)
  - барон Будберг, Александр Иванович (1797—1876)
- барон Будберг, Карл Яковлевич (1755—1820)

- барон Будберг, Богдан Васильевич (1766—1832)
  - барон Будберг, Александр Богданович (1804—1879)
- барон Будберг, Карл Васильевич (1775—1829)
- барон Будберг, Фёдор Васильевич 1779—1840)
  - барон Будберг, Андрей Фёдорович (1817—1881)
    - барон Будберг, Пётр Андреевич (1849—1879)
    - барон Будберг, Фёдор Андреевич (1851—1916)
    - барон Будберг, Александр Андреевич (1853—1914)

  - барон Будберг, Осип Фёдорович (1820—1864)
  - барон Будберг, Готгард Фёдорович (1825—1899)

- барон Будберг, Василий Васильевич (1766—1836)
  - барон Будберг, Александр Васильевич (1825—1883)
    - барон Будберг, Николай Александрович (1856—1921)

- барон Будберг, Александр Иванович (1797—1876)
  - Будберг, Николай Александрович (1856—1921)
  - Будберг, Анатолий Александрович (1857—1918)

- барон Будберг, Рейнгольд Фридрих (1816—1858)
  - барон Будберг, Оттон Романович (1850—1907)